# Above the Rim
Above the Rim es una película deportiva estadounidense de 1994, coescrita, narrada y dirigida por Jeff Pollack en su debut como director. El guion fue escrito por Barry Michael Cooper, basado en una historia de Benny Medina.
El elenco principal lo componen Duane Martin, Tupac Shakur, Leon Robinson y Marlon Wayans. La película cuenta la historia de una prometedora estrella de baloncesto preuniversitario de Nueva York  y sus relaciones con dos personas: uno es un narcotraficante y el otro una estrella de baloncesto empleado como guardia de seguridad en su anterior preparatoria. La película se filmó en Harlem y varias escenas se filmaron en el Centro para Ciencia y Matemáticas de Manhattan en Harlem oriental. Algunos de las escenas de baloncesto se filmaron en la preparatoria Samuel J. Tilden en Brooklyn.

## Argumento
Kyle Watson (Duane Martin) es un talentoso jugador de baloncesto quién está a punto de graduarse de preparatoria. Mientras espera por una beca para la Universidad de Georgetown, se encuentra en un dilema difícil sobre un campeonato de baloncesto de barrio. Debe decidir si jugar para su querido entrenador o para Birdie (Tupac Shakur), un matón del barrio

## Reparto
- Duane Martin como Kyle.
- Leon Robinson como Shep.
- Tupac Shakur como Birdie.
- Marlon Wayans como Bugaloo.
- Bernie Mac como Flip Johnson.
- David Bailey como Rollins.
- Tonya Pinkins como Mailika.
- Madera Harris como Motaw.
- Shawn Michael Howard como Bobby.
- Henry Simmons como Starnes.
- Matthew Guletz como Nutso.
- Michael Rispoli como Richie.
- Byron Minns como Monrow.
- Bill Raftery como él mismo.
- James Williams como Speedy.
- John Thompson como él mismo.

## Banda sonora
| Año  | Álbum                                                                                                | Posición en los rankings | Posición en los rankings | Certificaciones    |
| Año  | Álbum                                                                                                | EE. UU.                  | EE. UU. R&B              | Certificaciones    |
| ---- | --- | ------------------------ | ------------------------ | ------------------ |
| 1994 | Above The Rim - Lanzamiento: 22 de marzo de 1994 - Sello discográfico: Death Row Records, Interscope | 2                        | 1                        | - EE. UU.: Platino |

## Producción
La película se filmó en el verano de 1993. Allen Payne era la primera opción para interpretar a Kyle Watson, pero fue rechazado por Pollack quien se inclinó por el menos conocido Duane Martin.

## Recepción

### Taquilla
La película se estrenó el 23 de marzo de 1994, recaudando 3.738.800 USD en el fin de semana de apertura. Al final de su presentación en cines logró una recaudación total de 16.192.320 USD.

### Premios
MTV Movie Awards (1995) 
- Mejor Canción de Película: Regulate de Warren G. (Nominada).

### Crítica
En la página especializada Rotten Tomatoes tiene una aceptación de 53%, basada en 19 reseñas. Peter Travers declaró: "Shakur es quién roba el espectáculo. Los problemas legales del rapero son bastante conocidos, pero no hay que negar su talento como actor". La revista Variety afirma: "Tiene buen reparto, pero la energía general de la película no puede vencer esa mezcla de clichés y defectos técnicos, lo cual podría conspirar contra cualquier pico en la taquilla".